# Fuerdai
 (février 2020).
Un fuerdai, une adaptation du terme chinois pinyin fù’èrdài (富二代), qui signifie littéralement riche deuxième génération, se réfère aux enfants des nouveaux riches de la Chine. Ce terme, généralement utilisé péjorativement, est utilisé dans les médias chinois et tous les jours parmi la population de la Chine continentale, car il se réfère à certains des problèmes sociaux et moraux associés à la société chinoise moderne.

## Sources
- (es) Cet article est partiellement ou en totalité issu de l’article de Wikipédia en espagnol intitulé « Fuerdái » (voir la liste des auteurs).